# Elecciones a la Cámara de Representantes de los Estados Unidos de 2010
Las elecciones a la Cámara de Representantes de Estados Unidos de 2010 tuvieron lugar el 2 de noviembre de 2010, y se eligieron todos los 435 escaños en la Cámara de Representantes de los Estados Unidos representando a los 50 estados. En las elecciones también se votaron para los delegados del distrito de Columbia y cuatro de los cinco territorios estadounidenses. El único escaño de la Cámara de Representantes de los Estados Unidos que no fue elegido fue el comisionado residente de Puerto Rico, que sirve su término de cuatro años hasta 2012.